# René Urtreger
René Urtreger est un pianiste et compositeur français né le 6 juillet 1934 à Paris dans une famille d'immigrants juifs polonais. Il est le cousin de l'avocat Georges Kiejman.

## Biographie
René Urtreger fait des études de piano classique avant de s’immerger dans le jazz, avec Don Byas et Buck Clayton.
Il joue ensuite en concert en compagnie de Jay Jay Johnson, Stan Getz, Zoot Sims, Stéphane Grappelli, Bobby Jaspar, René Thomas, Lionel Hampton, Chet Baker, Lester Young (sur Le Dernier Message, son ultime disque).
Avec Miles Davis il enregistre la musique du film Ascenseur pour l’échafaud et, en 1956 et 1957, il se produit en concert avec Davis dans toute l’Europe.
En 1960, il obtient le prix Django Reinhardt pour le disque HUM. Il fait ensuite partie de l'orchestre de Claude François, travaille avec Serge Gainsbourg et Sacha Distel.
Il compose également des musiques de film pour Claude Berri (Le Poulet) ou René Féret (L'Homme qui n'était pas là).
Au cours des années 1980, il se produit régulièrement dans des concerts et festivals avec Dizzy Gillespie, Stan Getz, Lee Konitz, et dans diverses formations personnelles. 
Après le troisième volet de l’aventure du trio HUM (Humair, Urtreger, Michelot), il se produit en solo ou avec son propre trio : Yves Torchinsky à la basse et Éric Dervieu à la batterie.

## Discographie
- 1955 : René Urtreger joue Bud Powell
- 1957 : René Urtreger Trio, Versailles
- 1978 : Recidive, avec Marc Fosset, Alby Cullaz, Jean-Louis Viale, Sonopresse
- 1979 : Urtreger Michelot Humair, avec Pierre Michelot et Daniel Humair, Carlyne Music
- 2006 : Tentatives, Minium
- 2020 : René Urtreger - piano solo (LP3 45 -Records)

## Distinctions
- Victoires de la musique Jazz en 2000 pour l'album HUM
- 31 décembre 2009 : Chevalier de la Légion d'honneur

## Publication
- Ce jour où Miles Davis et nous avons enregistré la musique de Ascenseur pour l’échafaud, éditions de l'Elocoquent